# Zentralverband der Zimmerer Deutschlands
Der Zentralverband der Zimmerer und verwandter Berufsgenossen Deutschlands wurde 1883 unter dem Namen Verband deutscher Zimmerleute gegründet und 1897 umbenannt. Er war die freie Gewerkschaft für Zimmerleute im deutschen Kaiserreich und der Weimarer Republik.

## Geschichte
Die Gewerkschaft wurde im Juli 1883 in Berlin gegründet. Ursprünglich war der Verbandssitz ebenfalls in Berlin, wurde 1887 aber nach Hamburg verlagert.
Der Zentralverband war Mitglied in der Generalkommission der Gewerkschaften Deutschlands und 1919 Gründungsmitglied beim Nachfolger Allgemeiner Deutscher Gewerkschaftsbund. Auf Initiative des Verbands wurde im April 1903 das Internationale Sekretariat der Zimmerer gegründet.
Die Mitgliederzahl wuchs stetig und erreichte bis Ende 1930 103.678 Mitglieder. Nach einer Erhebung vom August des gleichen Jahres waren ca. 80 % der Beschäftigten Verbandsmitglieder. Entsprechend gelang es, die Lohn- und Arbeitsbedingungen tariflich zu regeln.
Die Nationalsozialisten zerschlugen die Gewerkschaft am 2. Mai 1933 und zwangen sie in die faschistische Deutsche Arbeitsfront. Erst nach der deutschen Niederlage im Zweiten Weltkrieg konnten wieder unabhängige Gewerkschaften gegründet werden.

## Vorsitzende
- 1883–1890: N.N.
- 1890–1921: Friedrich Schrader
- 1921–1926: Adolph Schönfelder
- 1926–1933: Wilhelm Wolgast